# Terestriální záření
Terestriální záření je elektromagnetická energie, která pochází z povrchu Země, předmětů na něm nebo ze zemské atmosféry. Země je vystavena slunečnímu záření, jehož většinu pohlcuje. Zhruba stejné množství tepla, jako pohltí, také sama vyzařuje. Stejně jako v případě Slunce se jedná o tzv. sálání, kdy látka vydává elektromagnetické záření vlivem toho, že má nenulovou absolutní teplotu. Sálání rychle stoupá s rostoucí teplotou (je úměrné její čtvrté mocnině absolutní teploty). Průměrná hustota toku energie ze zemského povrchu vzhůru činí asi 400 W/m2,  což odpovídá teplotě 16 °C; hustota toku, který Země vyzařuje do vesmíru, činí ale jen asi 240 W/m2 a odpovídá to teplotě zhruba 255 K. Terestriální (též terestrické, pozemské) záření je v naprosté většině dlouhovlnné infračervené záření.

## Kontakt záření s atmosférou
Většina toků energie kolem nás pochází překvapivě z běžných prostředí, ne z nějakých mimořádně horkých. Jedná se vždy o stovky wattů na metr čtvereční, a to i směrem dolů z nočního ovzduší. Neviditelné vlastnosti ovzduší a jejich změna předurčují osud života na Zemi. Sálání zemského povrchu ohřívá ovzduší ve výškách až několika kilometrů, což je dáno tím, že atmosféra pohlcuje terestriální záření díky přítomnosti molekul složených se tří či více atomů. Jedná se o tzv. skleníkové plyny, jako jsou oxid uhličitý, metan, oxid dusný a ozón. Atmosféra propustí do vesmíru pouze dvacetinu terestriálního záření zemského povrchu a jeho pokryvu, většina je zachycena. Slunečního záření naopak propustí směrem dolů většinu až na zem. Jestli atmosféra záření zachytí nebo propustí, závisí na vlnové délce. Pokud má záření krátké vlnové délky (do 3 μm), bezoblačná atmosféra jej propustí valnou většinu. Takové je právě sluneční záření. Země naopak emituje dlouhovlnné infračervené záření, které atmosféra skoro všechno zachytí. Příčinou toho, že jde o různé obory vlnových délek, je teplota. Podle teoretického spektra, které představil Max Planck a je známé jako Planckovo spektrum nebo spektrum černého tělesa, platí, že čím bude těleso teplejší, tím víc energie bude vyzařovat v krátkých vlnových délkách.

Krátkovlnné záření ze Slunce dopadající na zemský povrch a atmosféru. Dlouhovlnná část záření je emitována z povrchu a téměř zcela absorbována do atmosféry. V tepelné rovnováze je absorbovaná energie z atmosféry stejná jako ta vydávaná do vesmíru. Čísla ukazují výkon záření ve wattech na metr čtvereční v období let 2000–2004

### Skleníkový jev
Ovzduší je také zdrojem sálání, i když slabšího než zemský povrch, jelikož je většinou chladnější. Přesto takového záření dopadá na povrch v průměru třetina kilowattu na metr čtvereční. Tento děj se nazývá skleníkový jev. Množství dlouhovlnného infračerveného záření dopadajícího na zem ze samotného ovzduší je v ročním úhrnu dvakrát větší než průměrný zemským povrchem pohlcovaný příkon slunečního záření. Toho je asi 160 W/m2, skleníkový jev poskytuje zemskému povrchu zhruba 333 W/m2. Jen díky tomu může mít zemský povrch v průměru teplotu asi 16 °C a vyzařovat na 400 W/m2. Teplo z povrchu planety do ovzduší odchází také jiným způsobem než zářením (např. ve formě vodní páry), z ovzduší na zem pak např. tvorbou rosy. 
Část slunečního záření je pohlcena již ovzduším vč. mraků, úhrn měrného Zemí pohlcovaného slunečního příkonu tak činí asi 240 W/m2 a zhruba stejně intenzivní je i pozemské vyzařování do vesmíru. Proč je to tak málo, když tzv. sluneční konstanta činí asi 1361 W/m2? Příčinou tak nízké hodnoty je kromě albeda (odrážení slunečního záření) především to, že Slunce ozařuje průřez Země (s obsahem "pí r2"), zatímco povrch Zeměkoule je čtyřikrát větší.

## Energetická bilance a teplota planety
Terestriální záření je součástí zemské energetické bilance, která určuje teplotu planety. Země se bude  zahřívat, pokud bude víc energie přijímat než ztrácet, a naopak. Pokud bude energetický příjem stejný jako energetický výdaj, teplota zůstane stejná. Rovnováha záření je zásadním parametrem určujícím klima Země. V tropických a subtropických regionech množství zachyceného záření přesahuje odchozí dlouhovlnné záření, což vede k čistému radiačnímu zahřívání těchto oblastí planety. Ve středních a polárních zeměpisných šířkách dochází k čistému radiačnímu ochlazování. Tento rozdíl mezi rovníkem a póly je primárním mechanismem, který pohání atmosférickou a oceánskou cirkulaci. V dlouhodobém měřítku musí být tato nerovnováha vyrovnávána poledníkovým transportem tepla atmosférou a oceány.

### Historický vývoj energetické bilance
Před 200 lety bylo sálání Země většinou vyrovnané s pohlcovaným slunečním zářením, teploty ovzduší, oceánů a kontinentů zůstávaly v globálním úhrnu málo proměnné, měnily se výrazněji pouze na regionální úrovni. Malé změny způsobovala např. proměnlivost slunečního výkonu a průsvitnosti ovzduší vlivem sopečných výbuchů (více výbuchů vedlo k ochlazování, méně k oteplování).
Na počátku 20. století rostla globální teplota vlivem zvýšené sluneční aktivity a úbytku sopečných výbuchů. Zároveň se ale začal projevovat vliv skleníkových plynů, jejichž koncentraci zvyšovala lidská činnost. Spalováním uhlí se navíc do ovzduší kromě CO2 dostávaly také aerosoly (např. oxidy síry), které rozptylují sluneční záření – k zemskému povrchu se ho dostane méně. Rozvoj průmysl po druhé světové válce tak vedl k poklesu globální teploty, přestože koncentrace skleníkových plynů se neustále zvyšovaly. Sirnaté znečištění se ale projevilo také v kyselých deštích a státy v Evropě a USA proto začaly v 70. letech do uhelných elektráren zavádět odsiřovací zařízení. Aerosoly mají v atmosféře životnost jen několik týdnů, zatímco CO2 vymizí až po staletí až tisíciletí. Když se atmosféra pročistila od aerosolů, skleníkový efekt zesílil a globální teplota začala opět růst. Aerosoly maskují globální oteplování i dnes především kvůli neodsířeným uhelným zdrojům v Číně.

#### Narušení koloběhu látek
Zásadním problémem je tedy narušení koloběhu látek a záření, který je hlavním předpokladem pro ustálený stav. V minulosti (i v průběhu vývoje většiny civilizace) byl koloběh narušován např. vybitím velkých druhů zvířat, odlesňováním, erozí a degradací půd. Dnes lidstvo využívá řadu technologií, které způsobují nevratné jednosměrné toky, mezi ně patří mimo jiné těžba rud a hornin, dálkový obchod, fekální kanalizace nebo těžba a užívání fosilních paliv. Do těchto toků probíhajících mimo koloběhy látek jsme zapojeni my všichni například kupováním potravin, které pochází z různých koutů světa. Dnes vlivem narušení koloběhu látek, konkrétně hromaděním odpadů - skleníkových plynů - v ovzduší, odchází do vesmíru téměř o jeden watt na metr čtvereční méně tepla. Skleníkové plyny totiž zvýšily tepelně-izolační vlastnosti ovzduší, jeho nepropustnost pro dlouhovlnné terestriálního záření, kterým Země odvádí teplo do vesmíru. Skleníkový jev se tak v posledních staletích zesiluje čím dál rychleji. Do vesmíru nyní odchází záření až z vyšších vrstev vzduchu než dříve, jedná se tedy o vrstvy studenější, sálající méně. Z atmosféry na zem naopak přichází sálání z vrstev nižších, tedy teplejších. Rozdíl pohlcovaného slunečního a do vesmíru emitovaného terestriálního záření, tzv. Earth energy imbalance je nepochybně kladný (oteplují se oceány, pevniny, ovzduší a taje led), ale dosud nedostatečně přesně zjištěný - činí nejspíše kolem 0,6 W/m2.

### Důsledky zvyšování globální teploty
Země se kvůli nevyvážené energetické bilanci ohřívá, a tím zároveň sama sálá víc než dříve. Ohřívání bude probíhat, dokud bude kladný rozdíl mezi pohlcovaným slunečním zářením a vyzařováním Země do vesmíru. Oteplování bude navíc pokračovat, i pokud by v ovzduší přestalo přibývat skleníkových plynů, kvůli obrovské tepelné kapacitě oceánů. K vyrovnané energetické bilanci může dojít až poté, co se oceány prohřejí a jejich povrch bude sálat dostatečně silně.
Vyšší teplota ovzduší vede také k menší odrazivosti zemského povrchu vlivem úbytku sněhu a ledu, pod kterými se odkrývají tmavší povrchy (polární pouště, tmavší tundra, ještě tmavší tajga…), které pohlcují více slunečního záření (roste absorbovaný sluneční příkon).

### ERBE
Pro určení radiační energetické bilance se využívá satelitů, které měří základní radiační parametry: množství dopadající sluneční energie, planetární albedo (podíl slunečního záření, které se odrazí zpět do vesmíru) a do vesmíru uvolněné terestriální záření (také jako odchozí dlouhovlnné záření, outgoing longwave radiation, OLR). Z nich pak se počítá čistá planetární energetická bilance (net radiation balance - rozdíl mezi přijatou solární energií a OLR). Nejnovějším způsobem měření těchto parametrů je tzv. Earth Radiation Budget Experiment (ERBE) od NASA. Absolutní hodnotu oné bilance ze satelitních měření sice nelze zjistit (nejistoty měření různých záření jsou příliš velké) ale její změny tak sledovat lze.
Albedo, OLR a čistá radiační bilance úzce závisí na typu povrchu a režimu počasí. OLR a albedo se také liší mezi severní a jižní polokoulí. Důležitou roli hraje také oblačnost, jelikož ovlivňuje radiační energetickou bilanci planety a tím i klimatickou změnu. V případě dlouhovlnného záření (terestriálního) mraky snižují emise záření do vesmíru a tím ohřívají Zemi. U krátkovlnného záření (solárního) mraky redukují pohlcené záření kvůli obecně vyššímu albedu, a tím přispívají k ochlazování planety. Výsledky měření radiační bilance naznačují, že v globálním významu mraky redukují radiační ohřívání planety. Podíl využité sluneční energie se mění také (kromě oblačnosti) podle průsvitnosti bezoblačného ovzduší, která je ovlivňována lidmi produkovanými aerosoly, které dnes celkové oteplení potlačují o půl kelvinu. Jejich produkce, která stále roste v Číně a Indii, pravděpodobně klesne kvůli ochraně zdraví tamních obyvatel a prevenci kyselých dešťů, čímž se oteplování urychlí.

## Záření pocházející z rozpadu radionuklidů
Terestriální záření, ovšem o mnoho řádů kratších vlnových délek (rentgenové, gama) - proto ionizující, pochází také z radioaktivních prvků (radionuklidů), které se nachází například v horninách, vzduchu a ve vodě jako je např. radon, uran nebo thorium. Tyto látky prochází neustálým radioaktivním rozpadem a rozkládají se na menší prvky, a tím vytváří tzv. radiační pozadí, jehož určení pomáhá např. při zkoumání dopadu atomové energie na lidské zdraví a život zvířat a rostlin. Úroveň terestriální radiace se měnila společně se stářím planety. Když byla Země mladá, vyskytovalo se na ní více radioaktivních prvků, které se po čase rozpadaly, aniž by byly nahrazovány. Radiační pozadí je přirozené a všudypřítomné a jeho hodnota závisí na lokálních podmínkách.
Nejdůležitějším zdrojem veškerého přirozeného ionizujícího pozemského záření je radon. Jedná se o plyn, který je osmkrát těžší než vzduch, je bez chuti, bez zápachu a je neviditelný. Jeho hlavními izotopy jsou radon-222 (tvořený rozpadem U-238) a radon-220 (rozpadem Th-232). Radon je skalním podložím, půdou, rostlinami, zvířaty a rozkládajícím se materiálem vypouštěn do atmosféry.